# Margites fulvidus
Margites fulvidus  (лат.) — вид жуков-усачей из подсемейства собственно усачей. Распространён на юге Китая, на Корейском полуострове, на Тайване и в Японии на островах Хонсю, Сикоку, Рюкю и Кюсю. Тело коричневое или тёмно-коричневое, длиной от 12 до 18 мм. Верх тела в жёлтых или желтоватых волосках. Переднеспинка округлая, по бокам слегка морщинистая. Голотип хранится в Лондонском музее естественной истории